# 王孫慶
王孙庆（前1世纪？—16年），西汉末年至新朝人物。
居摄二年（7年）翟义与东郡都尉刘宇、严乡侯刘信、刘信弟武平侯刘璜结谋。东郡王孙庆有勇略，熟悉兵法，这时被征召在京师，翟义于是造假移书以重罪传逮王孙庆。后来，王孙庆追随翟义造反。翟义失败后，王孙庆藏匿起来。天凤三年（16年），王孙庆被捉，王莽命太医、药剂师和高明的屠手一道解剖他，测量五脏，用竹签贯通他的经脉，弄清来龙去脉，说是可以用来治疗疾病。